# Incidente en Dover de 2000
El incidente en Dover de 2000 fue un evento ocurrido el 18 de junio de 2000, justo antes de medianoche, 58 cuerpos muertos fueron encontrados en un camión en la ciudad portuaria de Dover, Reino Unido. Dos personas fueron encontradas vivas pero heridas y fueron trasladadas a un hospital.

## Incidente
El camión holandés llegó en un transbordador que procedía de Zeebrugge en Bélgica. Se determinó que los fallecidos eran inmigrantes ilegales, que probablemente fallecieron por asfixia, si bien no se descartó un posible envenenamiento por monóxido del carbono. Las 60 personas estuvieron atrapadas en el contenedor durante más de 18 horas, con una temperatura exterior de 32 °C (90 °F).

## Víctimas
La policía confirmó que todos los fallecidos eran inmigrantes chinos, 54 hombres y 4 mujeres. El incidente fue uno de los asesinatos en masa más grandes en la historia criminal británica, y el más grande en relación con inmigrantes ilegales que llegan al Reino Unido. Los 60 inmigrantes chinos habían pagado 20.000 libras cada uno. Fueron trasladados en un vuelo desde Pekín a Belgrado, y desde allí transportados a Zeebrugge.

## Investigación y procesamiento
El conductor del camión era Perry Wacker, de 33 años, de Róterdam. Wacker fue arrestado en el lugar de los hechos y, en 2001, fue sentenciado a 14 años de prisión por homicidio involuntario por su participación en una operación de contrabando de personas, coordinada por una banda "cabeza de serpiente" (banda china que trafica personas a otros países) . Se le halló también culpable de conspiración por facilitar la entrada de inmigrantes ilegales. En 2003, nueve miembros de la banda china fueron encarcelados en Holanda por su participación en la tragedia.

## Supervivientes
Los dos supervivientes fueron inicialmente hospitalizados por deshidratación extrema; posteriormente se les concedió un permiso provisional de estancia en Gran Bretaña durante cuatro años.